# Charlie Hinks
Charles William Hinks (28 tháng 4 năm 1880 – 1956) là một cầu thủ bóng đá người Anh thi đấu ở Football League cho Stockport County và Stoke.

## Sự nghiệp
Hinks khởi đầu sự nghiệp bóng đá cùng với Darwen và gia nhập Stockport County nơi ông có 1 lần ra sân tại Football League. Ông gia nhập Manchester City năm 1902, không được thi đấu và gia nhập Stoke và một lần nữa ông cũng chỉ có 1 lần ra sân.

## Đời sống cá nhân
Hinks phục vụ trong Cục Hàng không Hải quân Anh và Hải quân Hoàng gia Anh trong Thế chiến thứ nhất. Ông kết thúc chiến tranh với chức vụ hạ sĩ hành chính trong Không quân Hoàng gia Anh.

## Thống kê sự nghiệp
| Câu lạc bộ       | Mùa giải       | Giải vô địch    | Giải vô địch | Giải vô địch | Cúp FA | Cúp FA | Tổng | Tổng |
| Câu lạc bộ       | Mùa giải       | Hạng đấu        | Trận         | Bàn          | Trận   | Bàn    | Trận | Bàn  |
| ---------------- | -------------- | --------------- | ------------ | ------------ | ------ | ------ | ---- | ---- |
| Stockport County | 1901–02        | Second Division | 1            | 0            | 0      | 0      | 1    | 0    |
| Stoke            | 1903–04        | First Division  | 1            | 0            | 0      | 0      | 1    | 0    |
| Tổng sự nghiệp   | Tổng sự nghiệp | Tổng sự nghiệp  | 2            | 0            | 0      | 0      | 2    | 0    |